# ヴィヴィアン・エンディコット・ダグラス

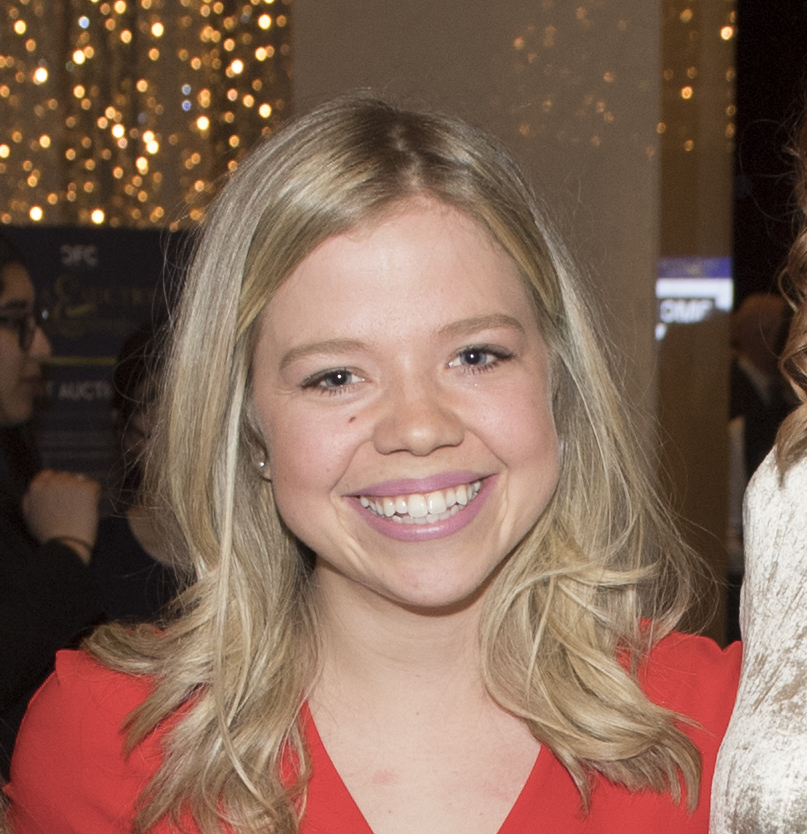
ビビアン・エンディコット・ダグラス（2019年）

ビビアン・エンディコット・ダグラス（Vivien Endicott-Douglas、1990年12月10日 - ）は、カナダの女優。

## 出演作品
- ルーキーブルー ～新米警官 奮闘記～
- マーニーと魔法の動物園（マーニー・マクブライド）
- マードック・ミステリー 〜刑事マードックの捜査ファイル〜
- ヘムロック・グローヴ
- アメリカン・ゴッズ